# Високово (Білохолуницький район)
Високо́во (рос. Высоково) — присілок у складі Білохолуницького району Кіровської області, Росія. Входить до складу Дубровського сільського поселення.
Населення поселення становить 1 особа (2010, 1 у 2002).
Національний склад станом на 2002 рік — росіяни 100 %.